# Zelotes vespertinus
Zelotes vespertinus är en spindelart som först beskrevs av Tord Tamerlan Teodor Thorell 1875.  Zelotes vespertinus ingår i släktet Zelotes och familjen plattbuksspindlar. Inga underarter finns listade i Catalogue of Life.